# Station Przytoczna
Station Przytoczna is een spoorwegstation in de Poolse plaats Przytoczna.